# Доценко, Сергей Сергеевич
Сергей Сергеевич Доценко (15 мая, 1999) — российский футболист, вратарь.

## Карьера
Воспитанник волгоградского футбола. Начинал свою взрослую карьеру в чемпионате Волгоградской области, затем Доценко переехал в Крым. В 2021—2022 гг. играл за российские команды второй лиги «Туапсе» и «Металлург-Видное».
После выступлений в Первой лиге Казахстана голкипер вместе с бывшим одноклубником Буньямудином Мустафаевым и другим россияном Никитой Степановым перешли в стан новичка армянской Премьер-лиги «Гандзасара». Дебютировал в местной элите Доценко 10 августа в матче первого тура чемпионата против «Арарата» (0:2).